# Réserve faunique de Shukla Phanta
Le réserve faunique de Shukla Phanta ou de Suklaphanta est une réserve naturelle du Népal. Célèbre pour ses populations de cerfs de Duvaucel, elle abrite également quelques tigres. L'habitat principal offert par cette réserve est la prairie.

## Galerie de photos

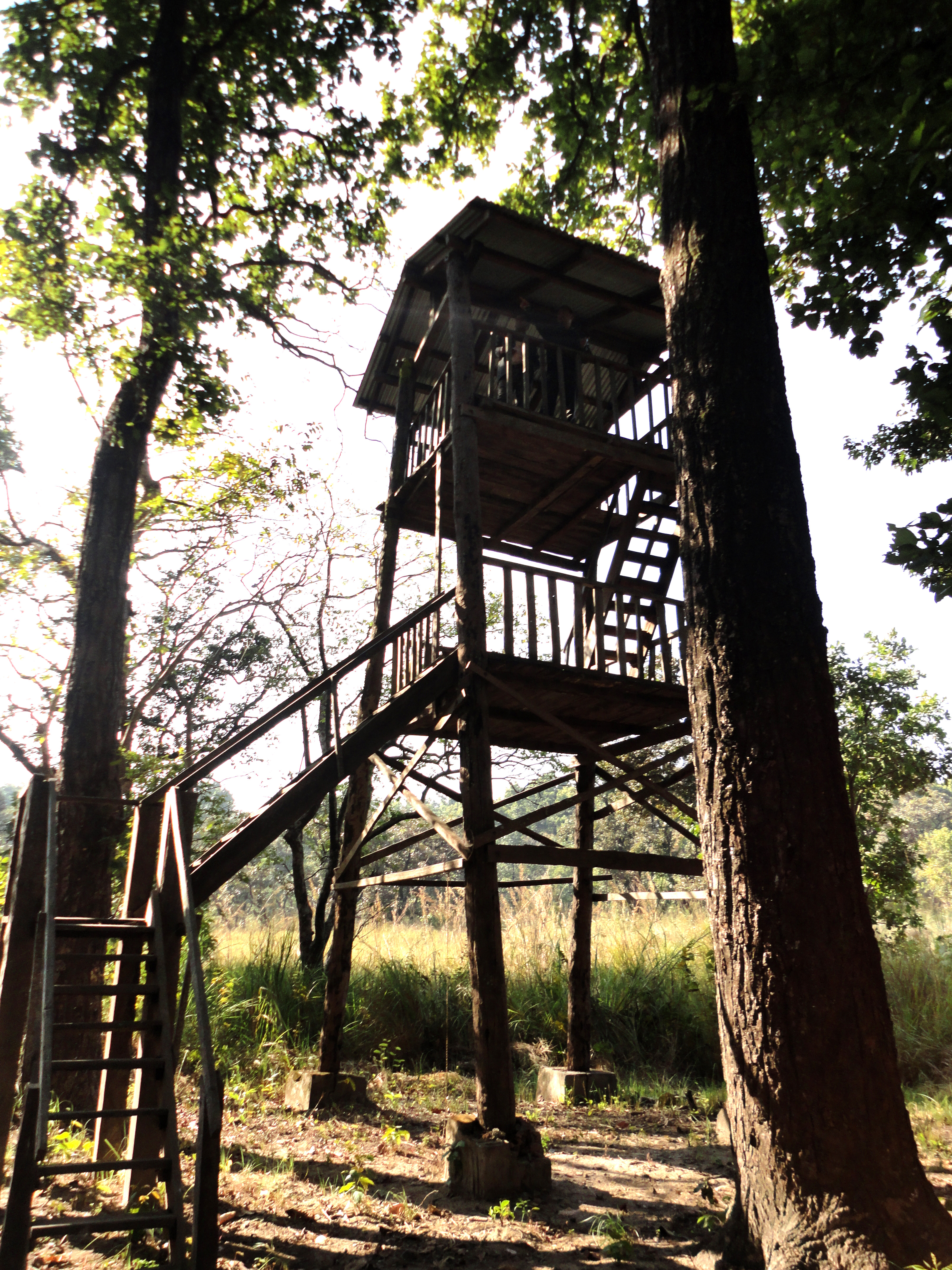
À proximité machan Ranital
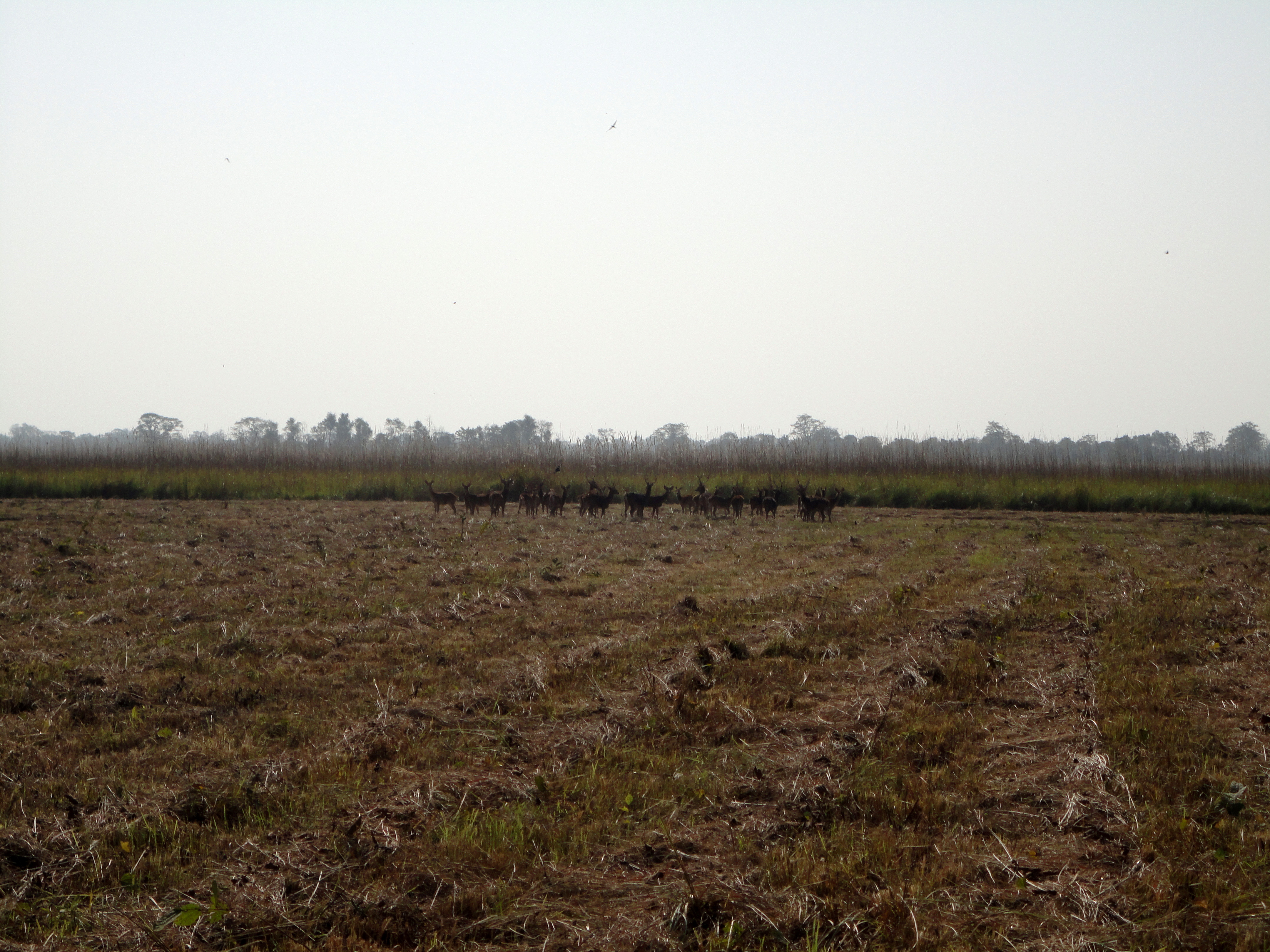
A floak de barasingha dans "Suklaphaat" à l'intérieur de la réserve
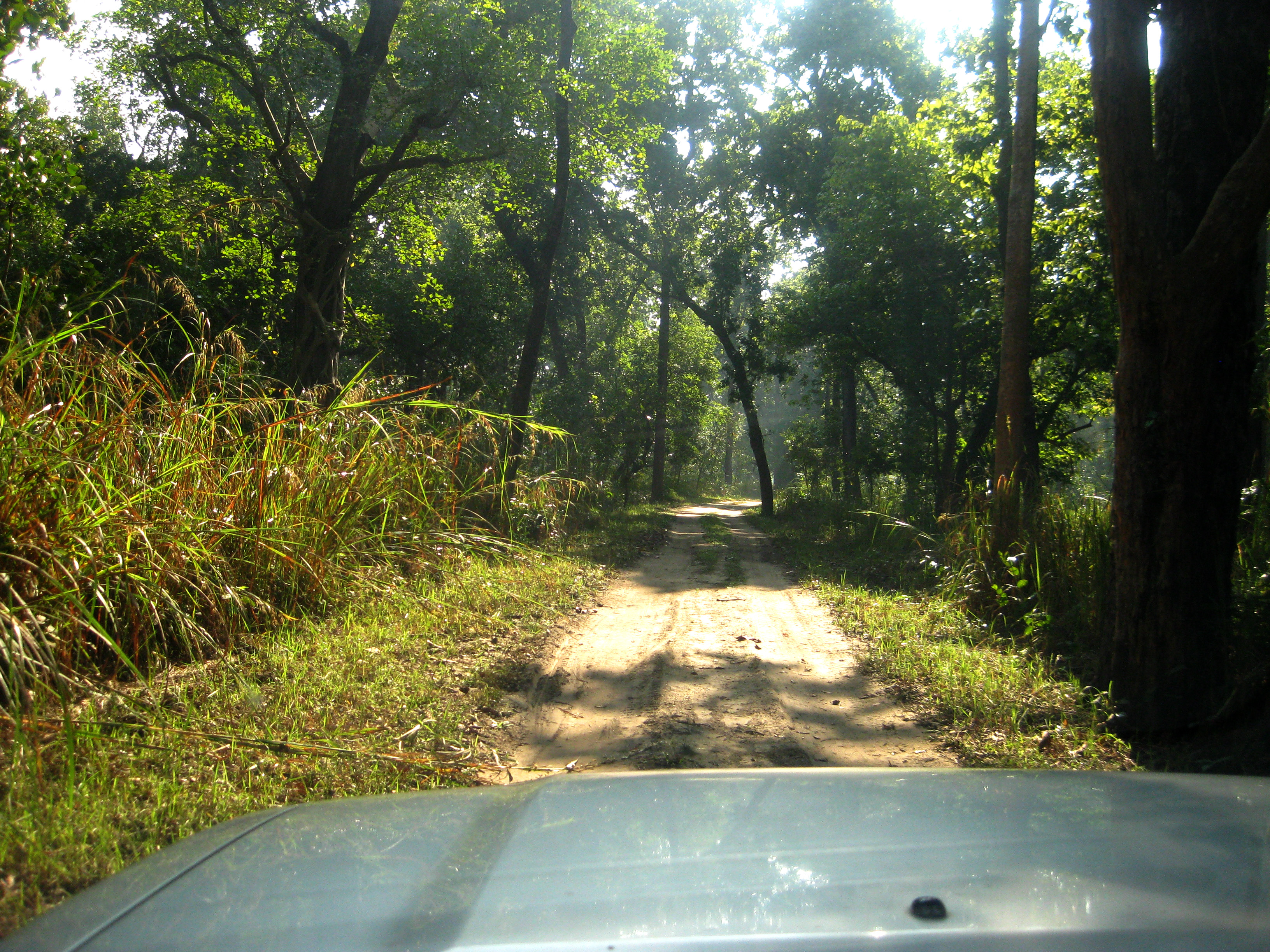
Mudroad intérieur de la réserve
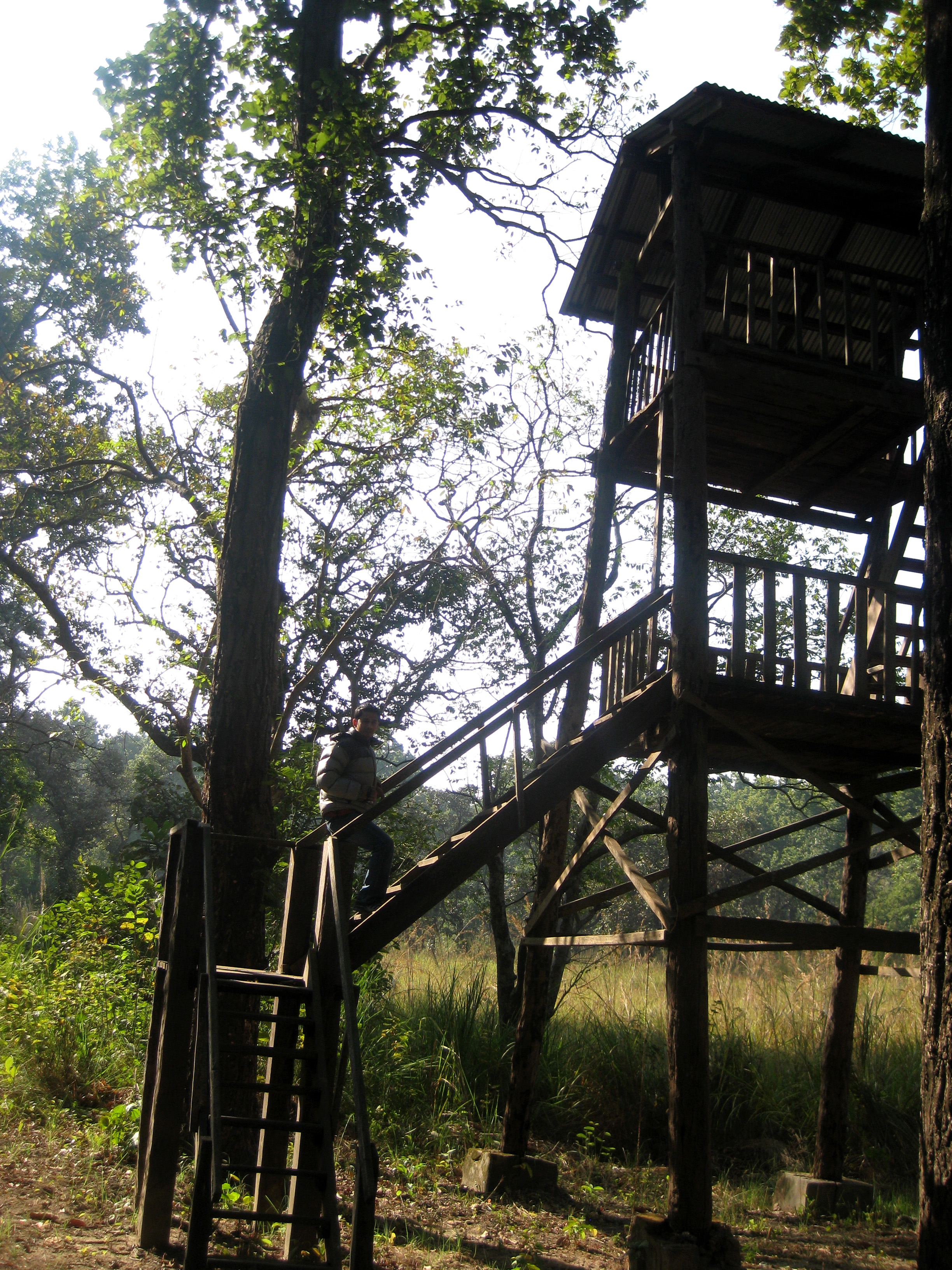
Machaan
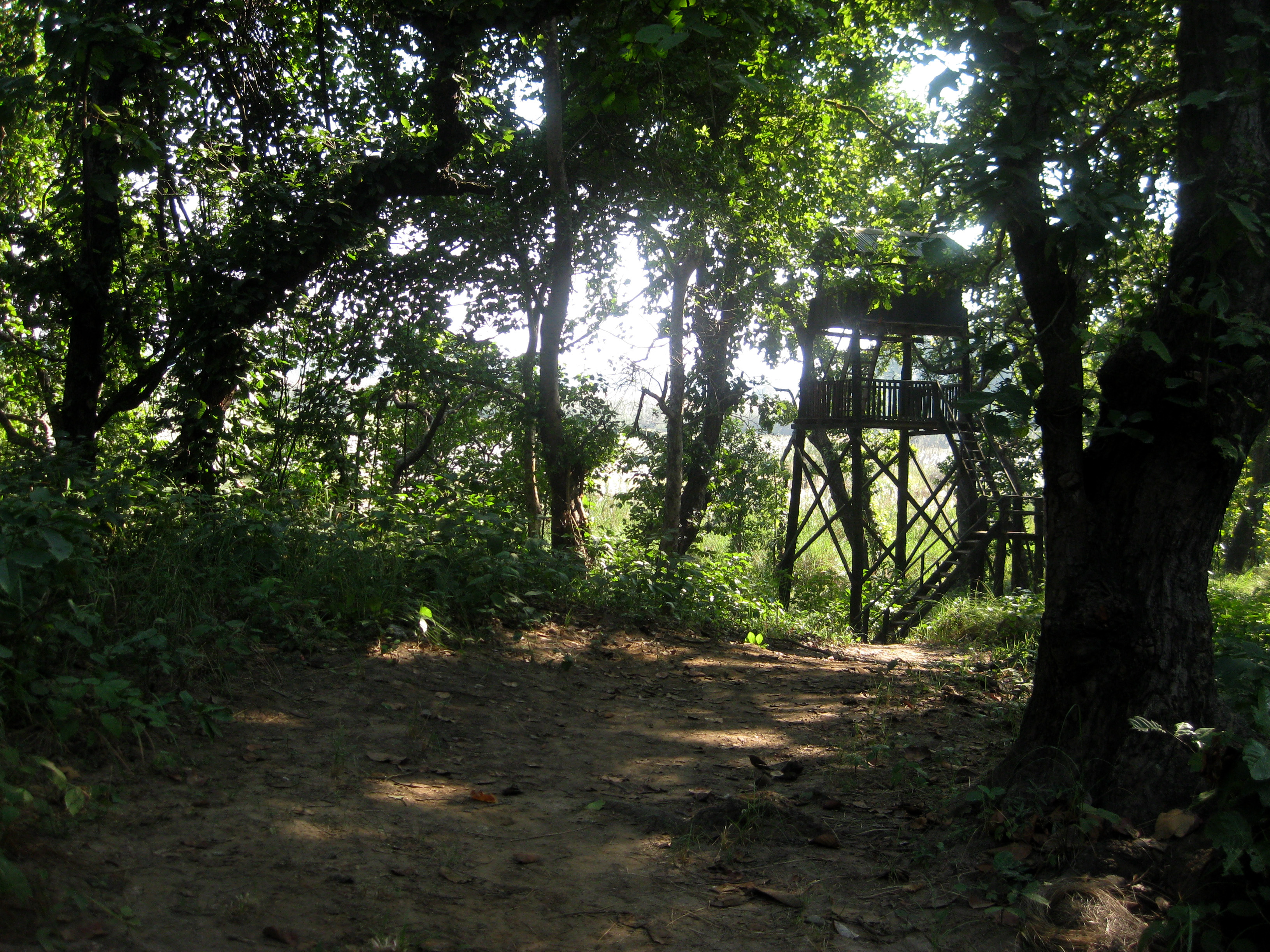
À proximité Machan Tarataal intérieur de la réserve
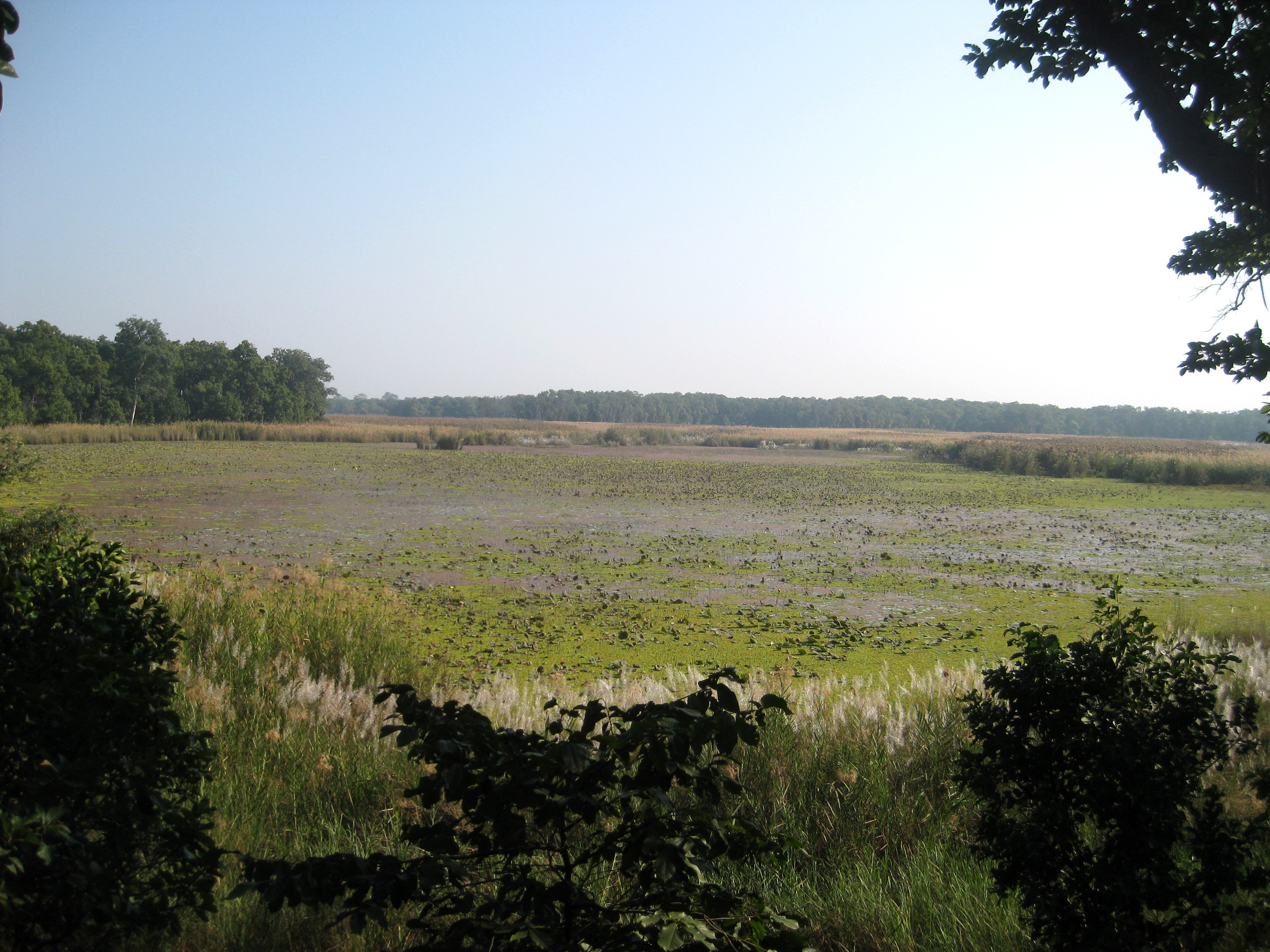
Ranitaal un lac à l'intérieur de la réserve
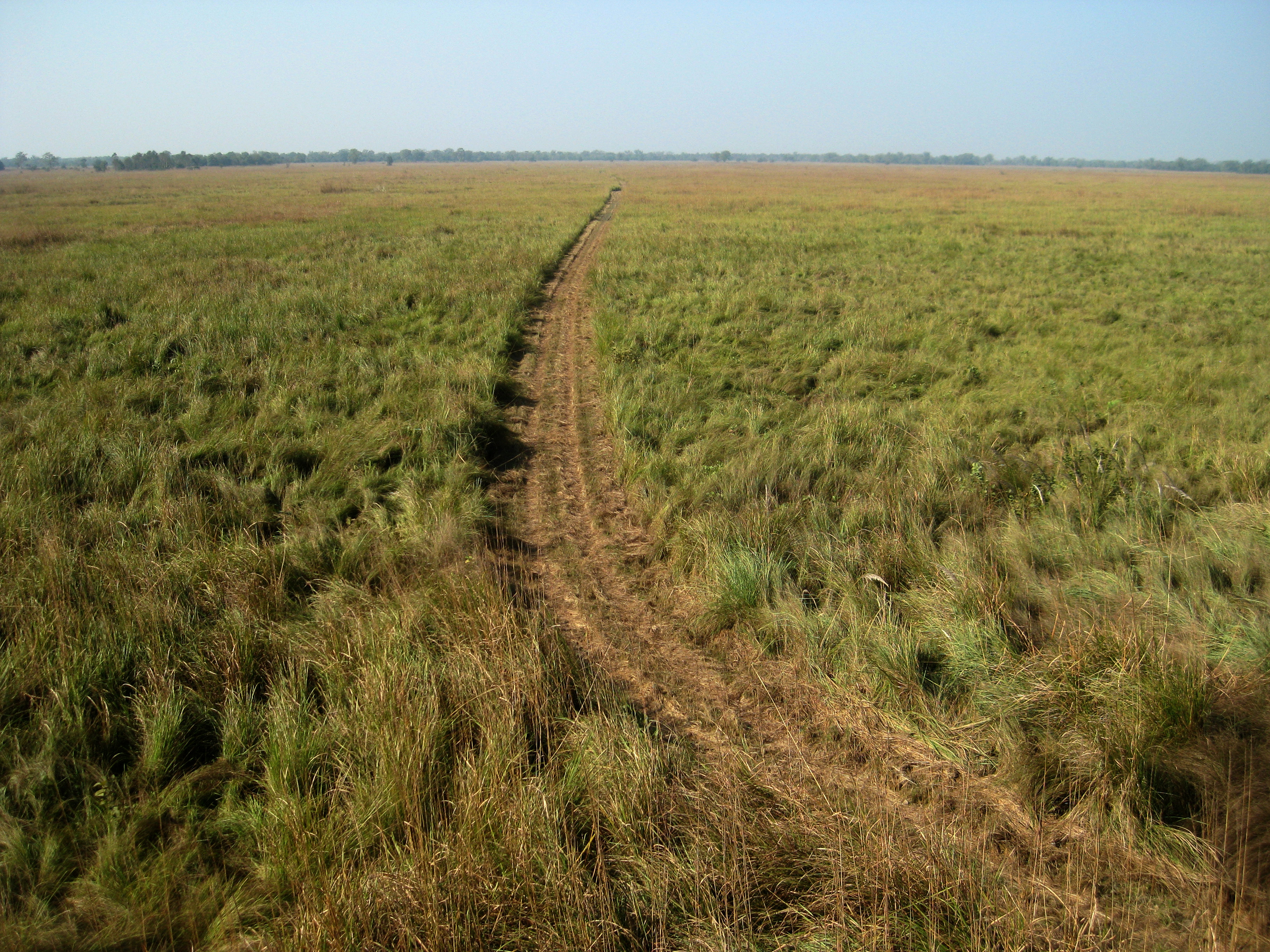
Une piste jeep dans le medow large à l'intérieur de la jungle
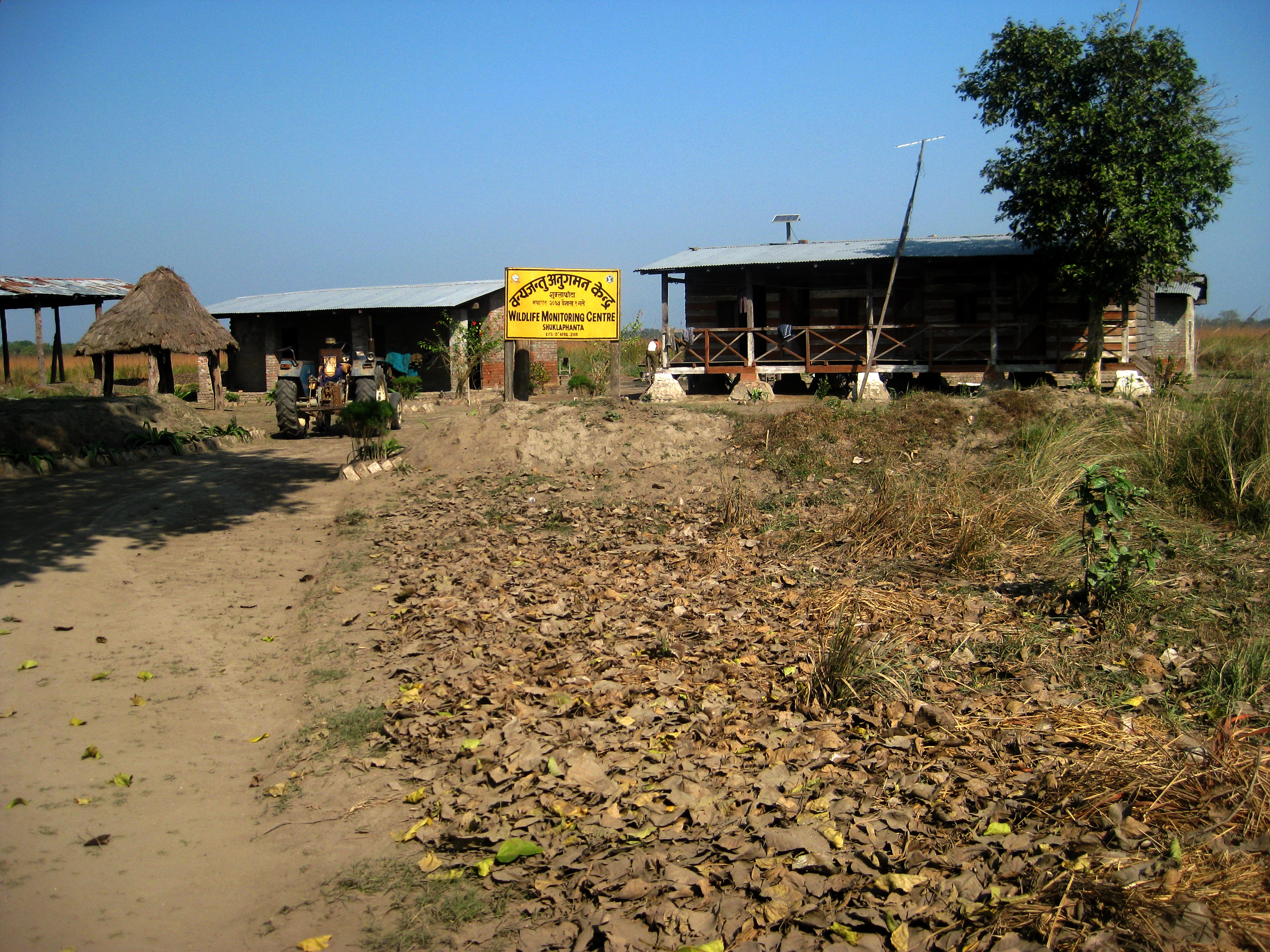
Observatoire intérieur de la jungle